# Шёлковая Гора
Шёлковая Гора — посёлок сельского типа в Лучинском сельском поселении Истринского района Московской области. Население — 66 чел. (2010), основан в 1919 году. Относившиеся к Морозовско-Коротаевскому имению. Находится на крутом холме, с видом на г. Истра. Название происходит от лугов с шелковистой травой, находящихся на холме. Во время Великой Отечественной войны, в октябре-ноябре 1941 года проходила линия фронта, в поселке был опорный пункт немецких солдат. При наступлении на г. Истра в конце октября был взорван мост (советскими саперами) с фашистскими мотоциклистами. Славится своей липовой аллеей, которую в 2008 году практически всю вырубили. Граничит с санаторием «Истра». С г. Истра посёлок связан автобусным сообщением (автобус № 25), также идет до ж/д платформы «Ново-Иерусалимская»..

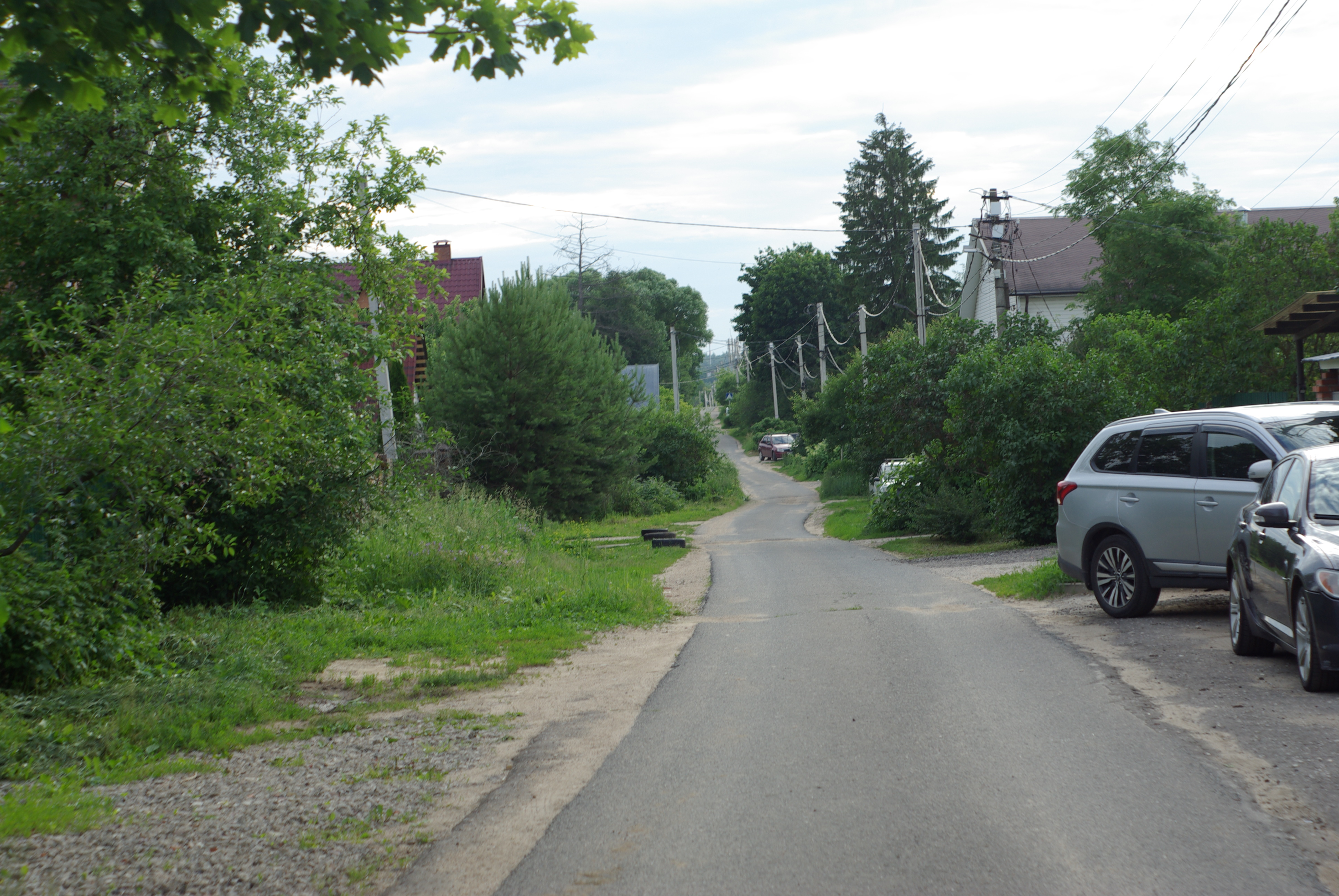
Улица в деревне Шёлковая Гора (2024)

Находится примерно в 5 км на юг от Истры, высота над уровнем моря 148 м. С запада примыкает деревня Ябедино, с востока — село Лучинское, в 0,5 км на север — Слабошеино. У северной окраины посёлка проходит Волоколамское шоссе.

## Население
| 2002 | 2006 | 2010 |
| ---- | ---- | ---- |
| 64   | ↘48  | ↗66  |